# Mitsubishi Space Wagon
Pour les articles homonymes, voir Wagon (homonymie).
La Space Wagon est une voiture familiale cinq portes à cinq/sept sièges produite par le constructeur automobile japonais Mitsubishi de 1983 à 2003.
Selon les pays, la Mitsubishi Space Wagon est vendue sous différents noms dont Mitsubishi Chariot, Mitsubishi Nimbus et Mitsubishi Expo. La Space Wagon est également vendue comme Dodge/Plymouth Colt Vista Wagon en Amérique du Nord et a été fabriquée sous licence par Hyundai Santamo, Kia Carstar et Mitsubishi Savrin en Asie.
En 2003, au Japon, il est remplacé par le Mitsubishi Grandis, qui fut importé peu après en Europe en 2005.

## Première génération (1983 - 1991)
La première génération de Space Wagon a été produite 1983 à 1991.

### Galerie

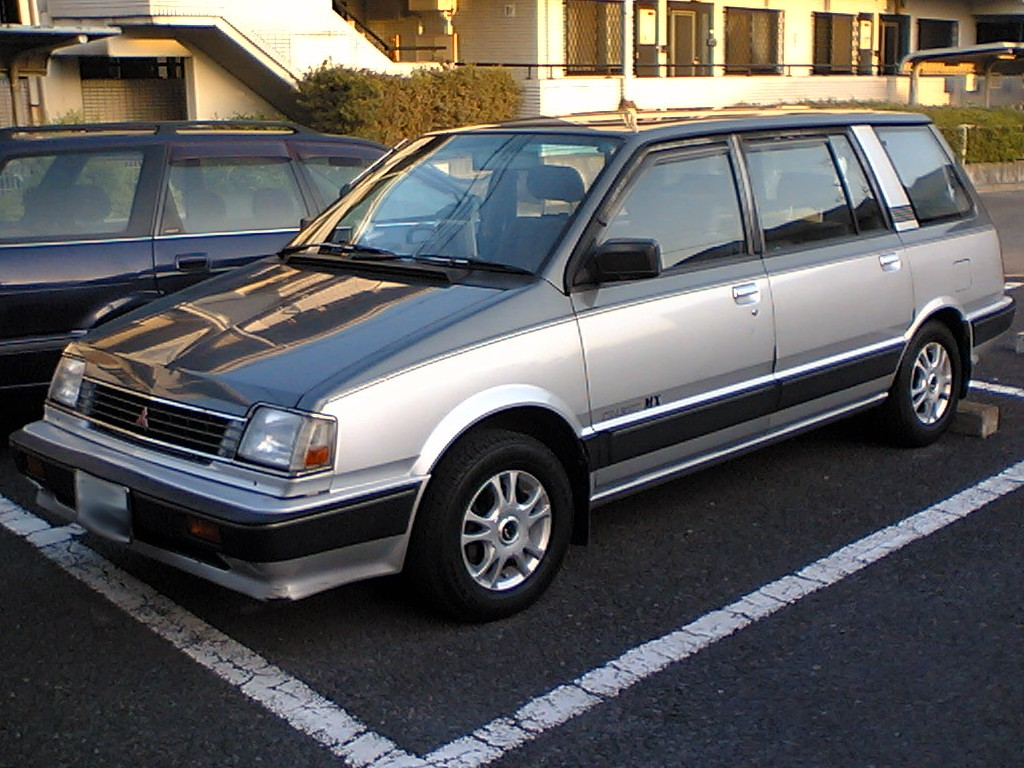
Mitsubishi Chariot I
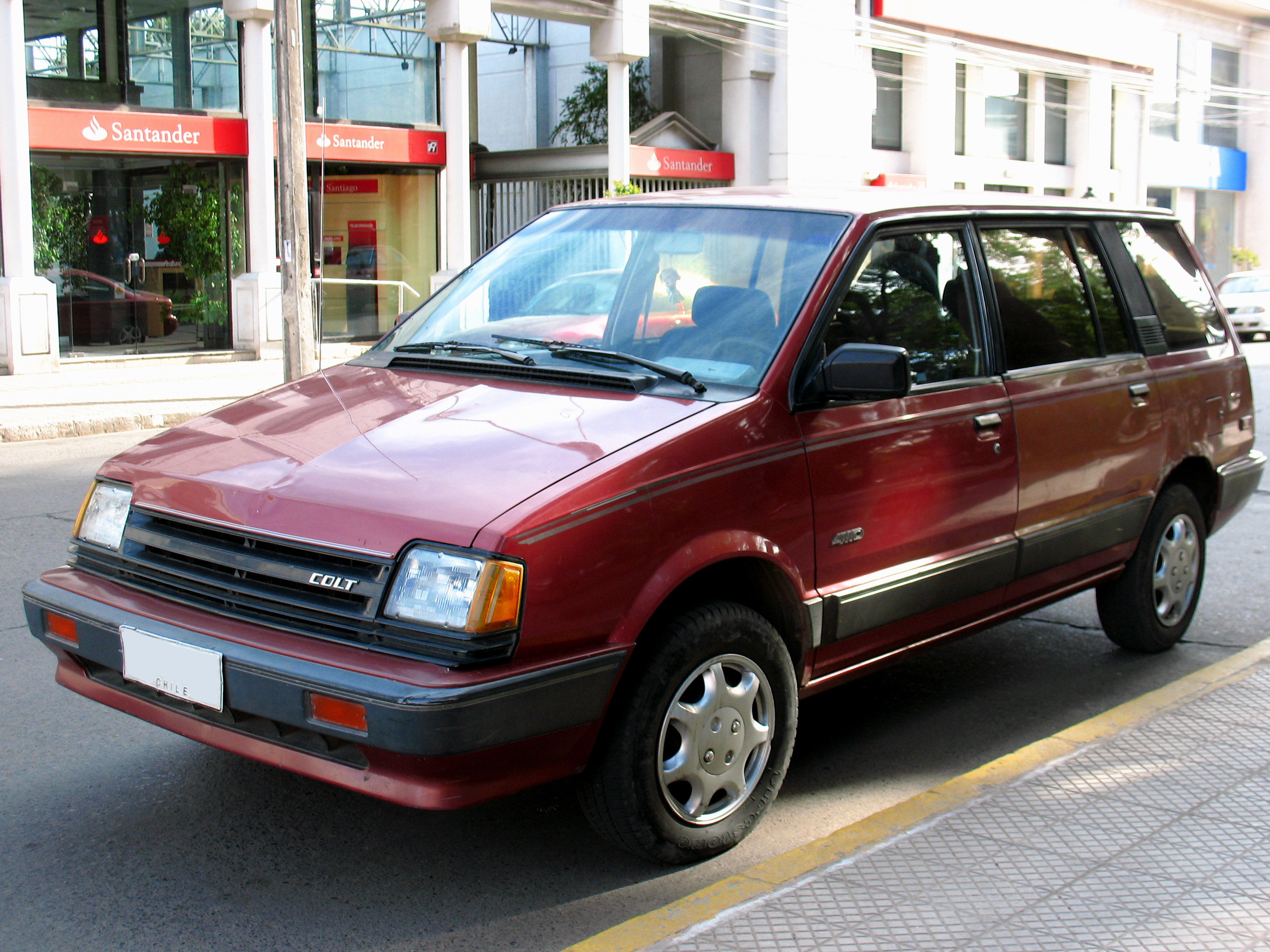
Dodge Colt Vista

## Seconde génération (1991 - 1997)
La seconde génération a été produite 1992 à 1997.

### Galerie

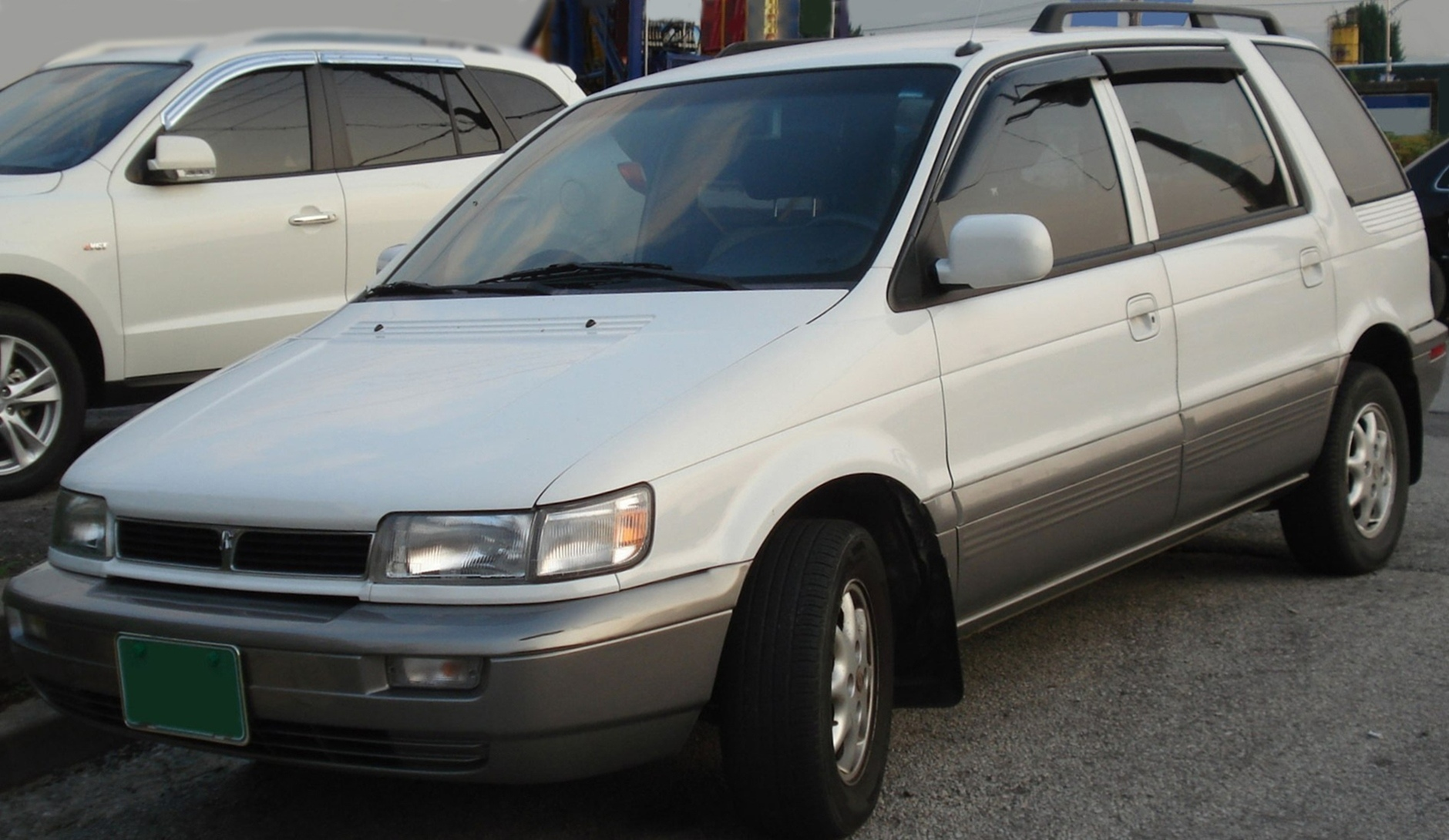
Hyundai Santamo
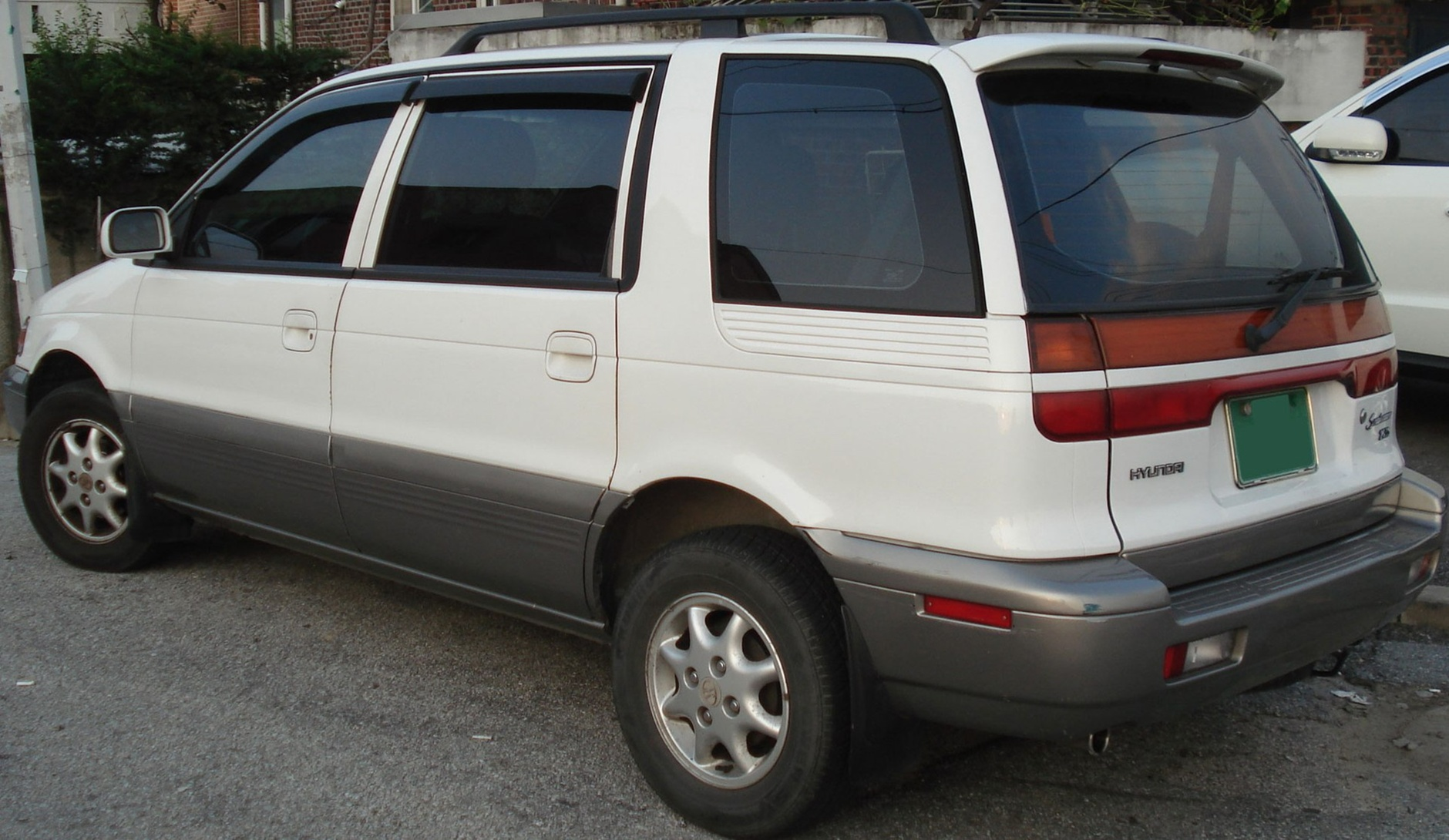
Hyundai Santamo
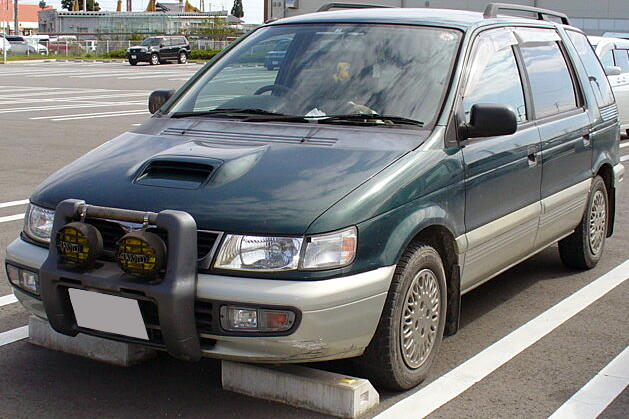
Mitsubishi Chariot II
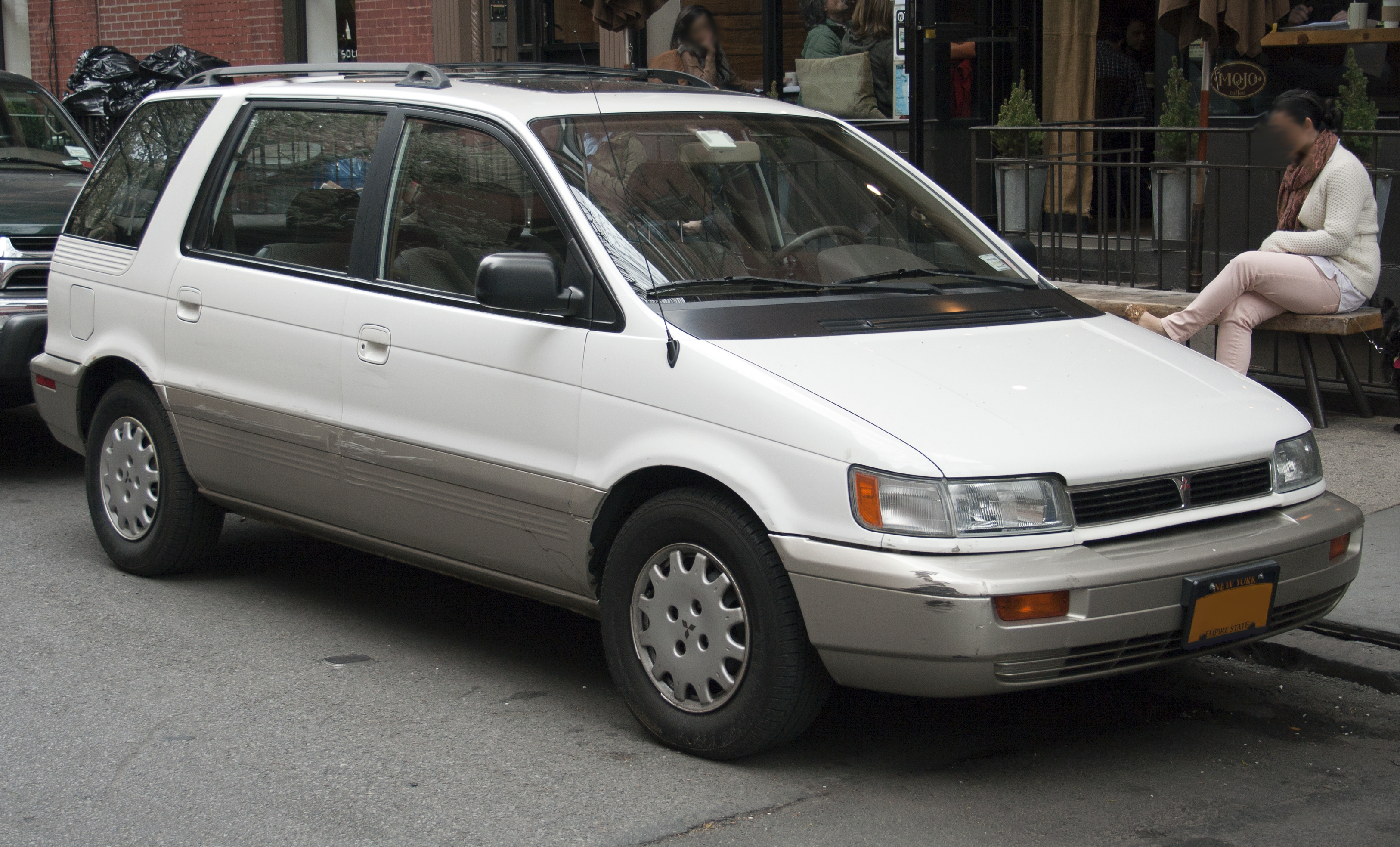
Mitsubishi Expo
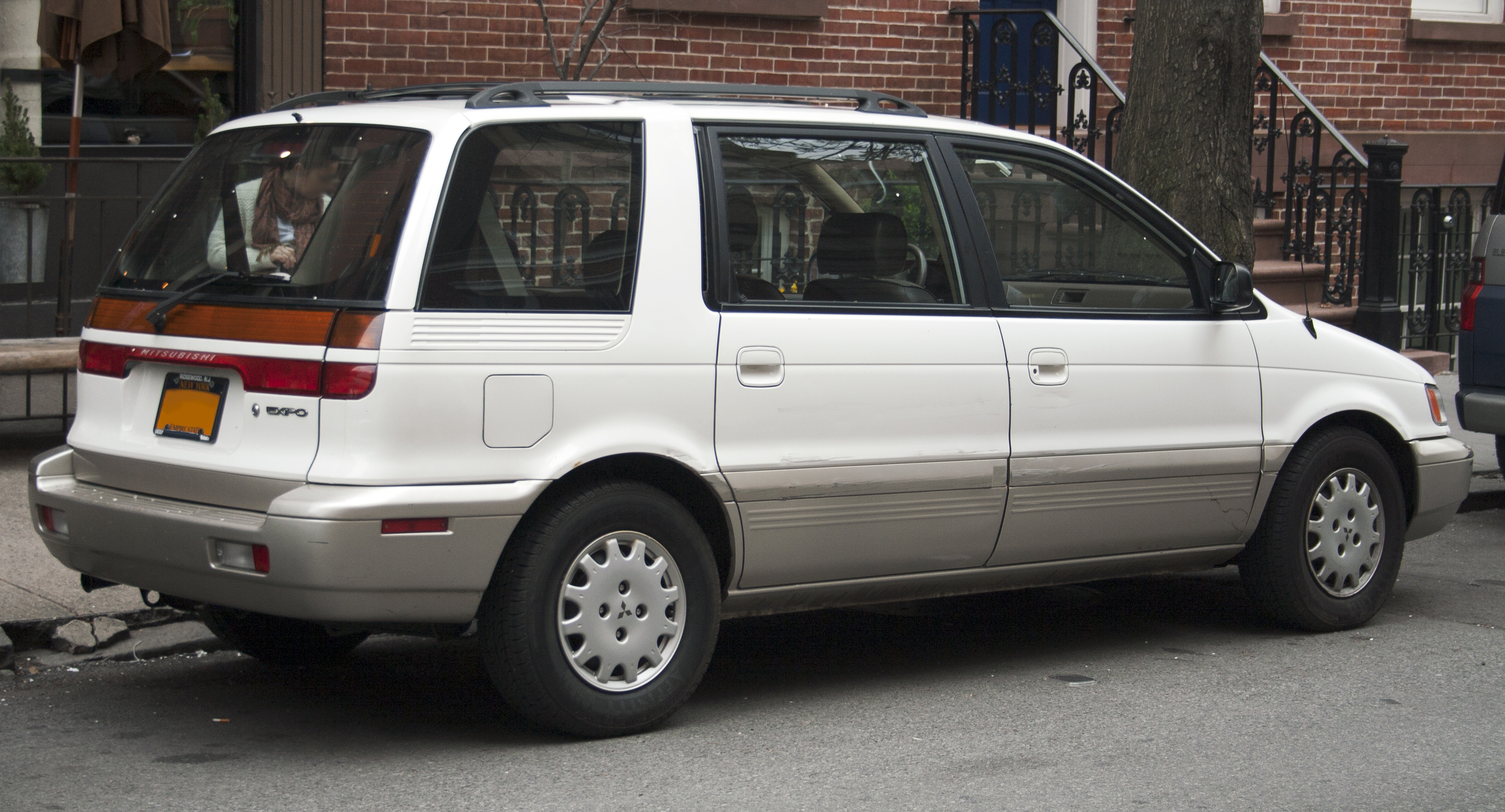
Mitsubishi Expo

## Troisième génération (1997 - 2003)
La troisième et dernière génération a été introduite de 1997 à 2003 et a pris le nom de Mitsubishi Chariot Grandis.

### Mitsubishi Savrin
Le Space Wagon est aussi produit dans une version chinoise sous le nom de Savrin.

### Galerie

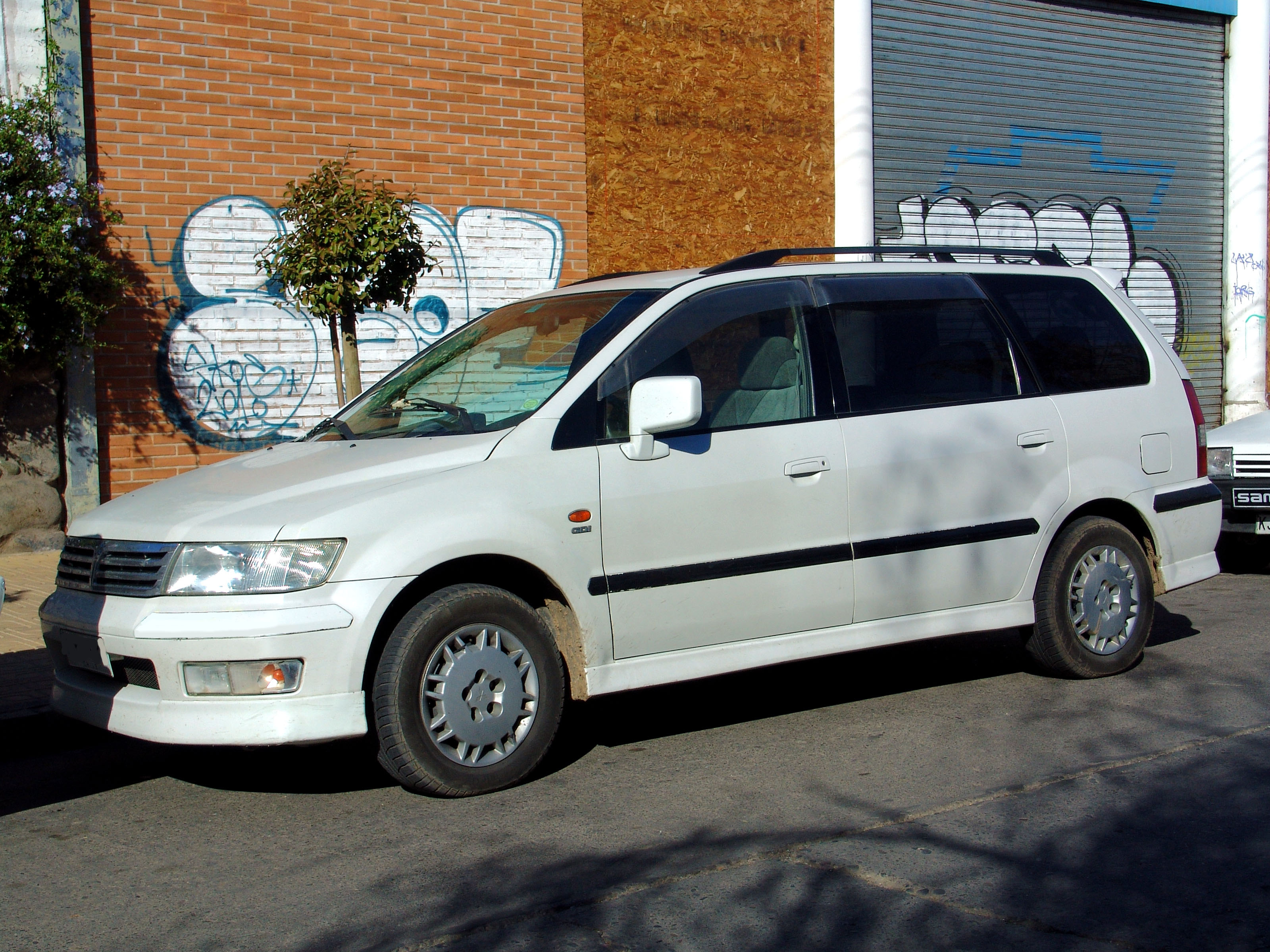
Mitsubishi Chariot Grandis
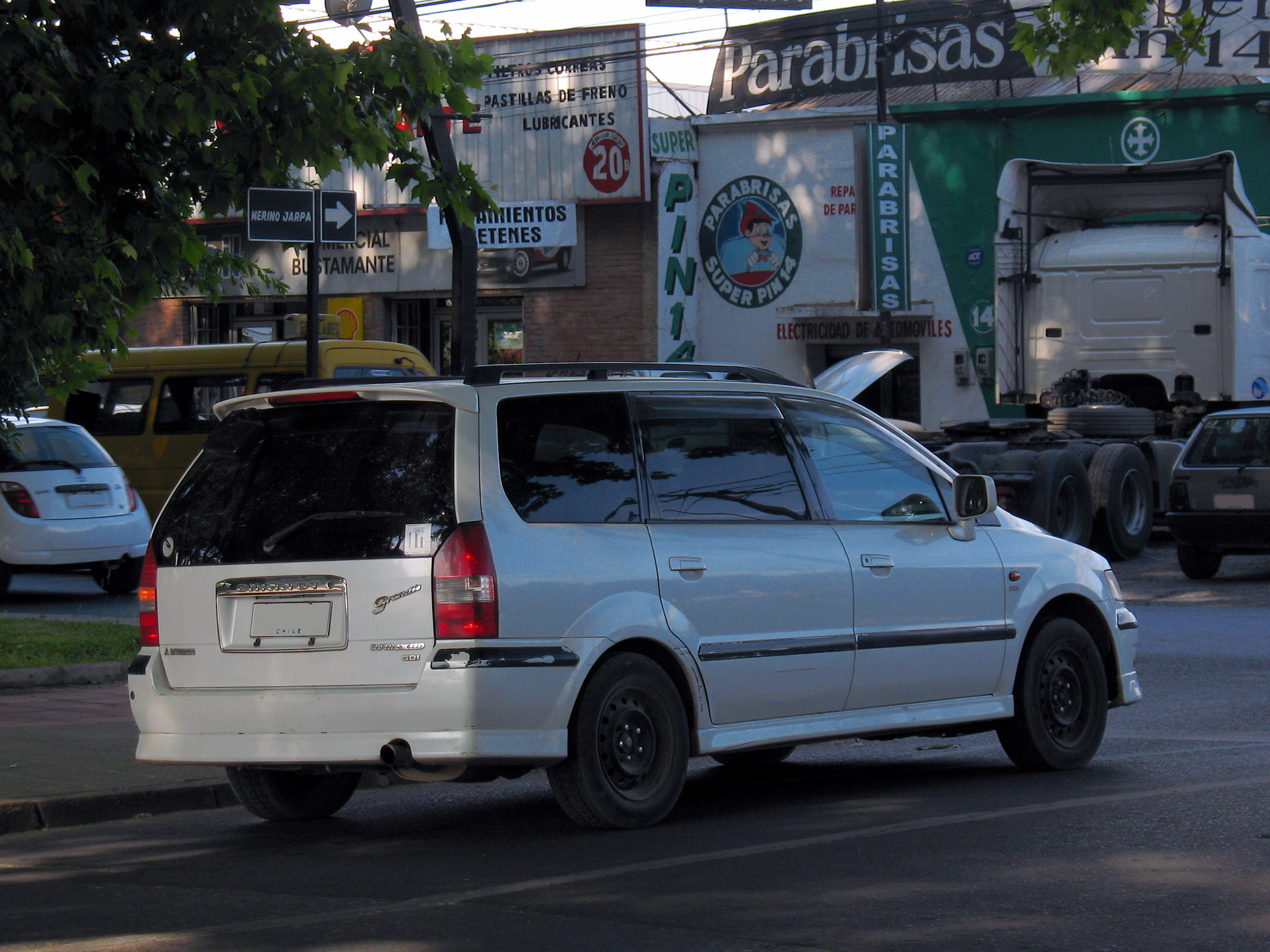
Mitsubishi Chariot Grandis
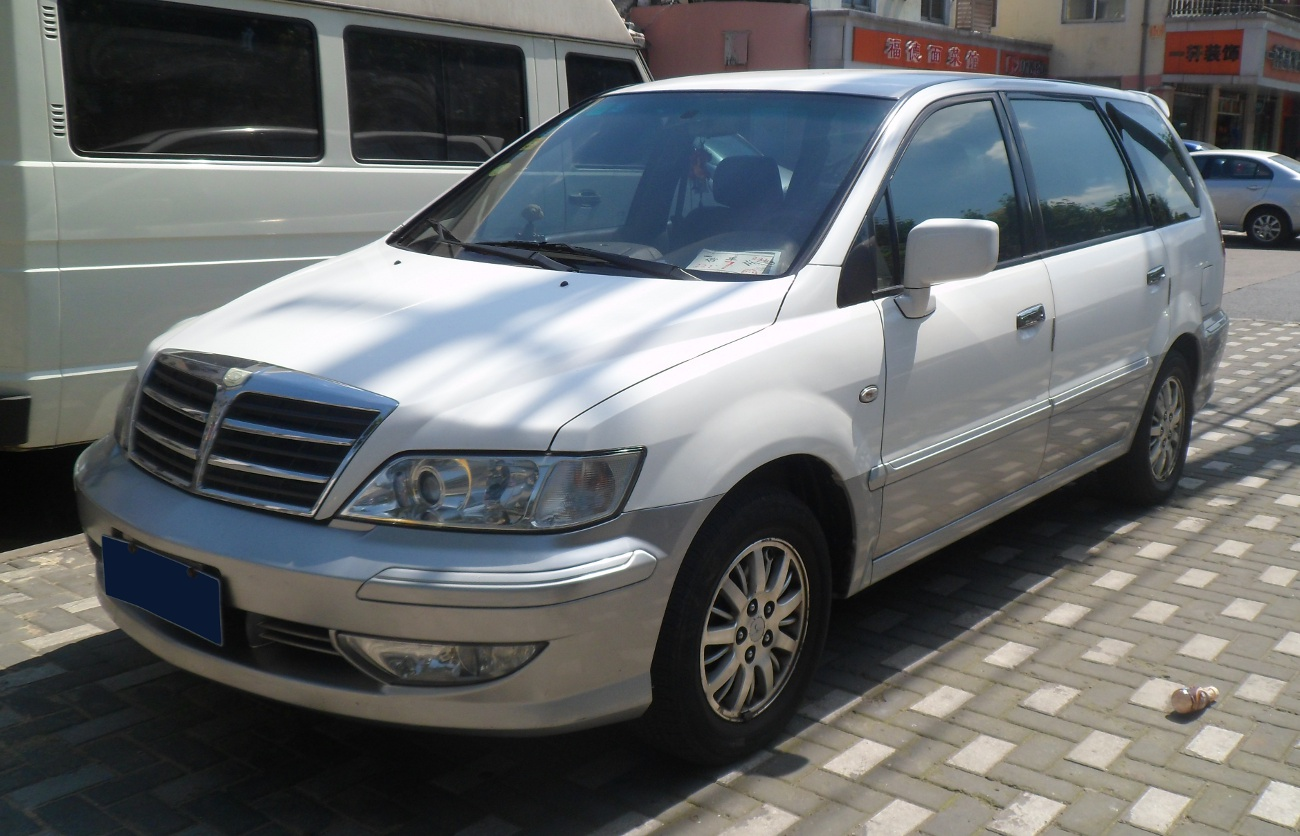
Soueast Sovereign

## Autres utilisation de l'appellation Mitsubishi Space Wagon
Le nom Space Wagon a été réutilisée dans les années 2000 par Mitsubishi pour désigner son remplaçant, le Mitsubishi Grandis, sur le marché thaïlandais.